# Toulouse Métropole
Toulouse Métropole est une métropole regroupant, avec d'autres intercommunalités, une partie de l'agglomération de Toulouse, dans la Haute-Garonne. En application de la loi MAPTAM du 27 janvier 2014, elle a pris la suite, le 1er janvier 2015, de la communauté urbaine de Toulouse Métropole.
En 2022, la métropole compte 37 communes pour 832 348 habitants, soit plus de la moitié (57 %) de la population de la Haute-Garonne. Elle est gérée par un conseil métropolitain de 133 membres. Elle dispose de nombreuses compétences, comme le développement économique, l’aménagement du territoire ou encore les transports.

## Historique
Depuis 1992, Toulouse s'est associée avec des communes voisines, formant le district du Grand Toulouse. D'abord composé de quinze communes, il accueillit six nouveaux membres en 2000 puis s'est transformé en communauté d'agglomération la même année. Cinq autres communes l'ont rejointe en 2003.
Par arrêté préfectoral du 24 décembre 2008, la communauté d'agglomération devient une communauté urbaine. Les communautés d'agglomération du Muretain, du Sicoval et du Grand Ouest Toulousain semblent pour le moment n'avoir aucun intérêt à rejoindre la communauté urbaine dès lors que cela impliquerait la mise en place d'une taxe additionnelle sur les ménages (le SICOVAL a d'ailleurs refusé le départ de Ramonville-Saint-Agne vers la communauté urbaine).
Depuis le 1er janvier 2011, douze communes supplémentaires sont intégrées : Aigrefeuille, Beaupuy, Bruguières, Drémil-Lafage, Flourens, Gratentour, Lespinasse, Mondouzil, Mons, Montrabé, Saint-Jean, Saint-Jory.
La communauté urbaine du Grand Toulouse a pris le 1er juin 2012 le nom de Toulouse Métropole — calqué sur l'anglais, un anglicisme —, après décision en conseil communautaire le 31 mai 2012.
La communauté urbaine compte donc en 2014 trente-sept communes et dépasse les 710 000 habitants la plaçant au 3e rang des métropoles de droit commun par sa population après celle de Lille et de Bordeaux, (les métropoles de Paris et de Marseille étant deux métropoles à statut particulier et celle de Lyon étant une collectivité territoriale).
Cette intercommunalité est transformée le 1er janvier 2015 en métropole en application de l'article 43 de la loi MAPTAM du 27 janvier 2014, par le décret du 22 septembre 2014.
Le 24 février 2015, Toulouse Métropole a reçu le certificat de ville « amie des aînés » décerné par l'OMS. Elle est la première métropole française à recevoir cette distinction.

### Identité visuelle

Ancien logo du Grand Toulouse du 1er janvier 2009 au 31 mai 2012.
Ancien logo de Toulouse Métropole du 1er juin 2012 au 31 décembre 2014.
Logo de Toulouse Métropole depuis le 1er janvier 2015.
Logo de Toulouse Métropole utilisé dans le cadre de le mise en place du site internet unique pour la ville et la métropole[4] (metropole.toulouse.fr).

## Territoire communautaire

### Géographie

Carte d'une partie des différents groupements de communes de l’unité urbaine de Toulouse.

#### Territoire et urbanisation
La métropole toulousaine est plutôt petite par rapport à la taille de Toulouse : elle n'englobe que 37 des 81 communes de l'agglomération toulousaine et des 527 communes de l'aire d'attraction de Toulouse. À titre de comparaison, la métropole d'Aix-Marseille-Provence englobe la totalité des communes des unités urbaines et des aires urbaines d'Aix-en-Provence et de Marseille. Cette petite taille est due à la présence de nombreuses intercommunalités sur le territoire de l'agglomération, dont les plus grandes sont Le Muretain Agglo et le Sicoval, situées au sud de Toulouse.
Son territoire est principalement situé au nord de Toulouse, le sud faisant partie d'autres intercommunalités. Il englobe Toulouse bien sûr, qui représente une grande partie du territoire et de la population métropolitaine, mais aussi les sites d'Airbus et la zone aéroportuaire de Blagnac, de nombreuses communes résidentielles au nord et à l'est, comme Aucamville ou Balma, et remonte même jusqu'à la zone d'activité Eurocentre, à Saint-Jory.
Le territoire de la métropole est entièrement urbanisé. Il n'englobe que des zones résidentielles, et très peu de zones peu denses, ainsi que de nombreuses zones industrielles, avec notamment les sites d'Airbus.

#### Environnement
Il n'y a que très peu de sites naturels situés sur le territoire de la métropole, celle-ci se situant presque toute dans l'agglomération toulousaine. On pourrait tout de même citer le passage de la Garonne sur le territoire métropolitain.
Le climat est un climat spécifique à la Garonne, avec des influences du climat océanique et du climat méditerranéen.

### Composition
La métropole est composée des 37 communes suivantes :

| Nom                      | Code Insee | Gentilé           | Superficie (km2) | Population (dernière pop. légale) | Densité (hab./km2) |
| ------------------------ | ---------- | ----------------- | ---------------- | --------------------------------- | ------------------ |
| Toulouse (siège)         | 31555      | Toulousains       | 118,3            | 511 684 (2022)                    | 4 325              |
| Aigrefeuille             | 31003      | Aigrefeuillois    | 4,62             | 1 326 (2022)                      | 287                |
| Aucamville               | 31022      | Aucamvillois      | 3,96             | 9 578 (2022)                      | 2 419              |
| Aussonne                 | 31032      | Aussonnais        | 13,76            | 7 731 (2022)                      | 562                |
| Balma                    | 31044      | Balmanais         | 16,59            | 17 431 (2022)                     | 1 051              |
| Beaupuy                  | 31053      | Beaupéens         | 5,84             | 1 225 (2022)                      | 210                |
| Beauzelle                | 31056      | Beauzellois       | 4,42             | 8 184 (2022)                      | 1 852              |
| Blagnac                  | 31069      | Blagnacais        | 16,88            | 27 314 (2022)                     | 1 618              |
| Brax                     | 31088      | Braxois           | 4,42             | 2 938 (2022)                      | 665                |
| Bruguières               | 31091      | Bruguiérois       | 9,03             | 5 908 (2022)                      | 654                |
| Castelginest             | 31116      | Castelginestois   | 8,11             | 11 033 (2022)                     | 1 360              |
| Colomiers                | 31149      | Columérins        | 20,83            | 40 916 (2022)                     | 1 964              |
| Cornebarrieu             | 31150      | Cornebarriens     | 18,7             | 8 571 (2022)                      | 458                |
| Cugnaux                  | 31157      | Cugnalais         | 13,01            | 20 239 (2022)                     | 1 556              |
| Drémil-Lafage            | 31163      | Drémilois         | 12,49            | 2 622 (2022)                      | 210                |
| Fenouillet               | 31182      | Fénolhetencs      | 9,51             | 5 727 (2022)                      | 602                |
| Flourens                 | 31184      | Flourensois       | 9,74             | 2 073 (2022)                      | 213                |
| Fonbeauzard              | 31186      | Bauzifontins      | 1,32             | 3 086 (2022)                      | 2 338              |
| Gagnac-sur-Garonne       | 31205      | Gagnacais         | 4,34             | 3 223 (2022)                      | 743                |
| Gratentour               | 31230      | Gratentourois     | 4,09             | 4 926 (2022)                      | 1 204              |
| Launaguet                | 31282      | Launaguettois     | 7,02             | 9 216 (2022)                      | 1 313              |
| Lespinasse               | 31293      | Lespinassois      | 4,24             | 3 032 (2022)                      | 715                |
| Mondonville              | 31351      | Mondonvillois     | 11,89            | 6 003 (2022)                      | 505                |
| Mondouzil                | 31352      | Mondouziliens     | 4,09             | 213 (2022)                        | 52                 |
| Mons                     | 31355      | Monsois           | 7,32             | 1 851 (2022)                      | 253                |
| Montrabé                 | 31389      | Montrabéens       | 5,23             | 4 322 (2022)                      | 826                |
| Pibrac                   | 31417      | Pibracais         | 25,86            | 8 828 (2022)                      | 341                |
| Pin-Balma                | 31418      | Pino-Balméens     | 6,63             | 1 029 (2022)                      | 155                |
| Quint-Fonsegrives        | 31445      | Quintfonsegrivois | 7,38             | 6 059 (2022)                      | 821                |
| Saint-Alban              | 31467      | Saint-Albanais    | 4,26             | 6 447 (2022)                      | 1 513              |
| Saint-Jean               | 31488      | Saint-Jeannais    | 5,94             | 11 239 (2022)                     | 1 892              |
| Saint-Jory               | 31490      | Saint-Joryens     | 19,1             | 7 996 (2022)                      | 419                |
| Saint-Orens-de-Gameville | 31506      | Saint-Orennais    | 13,06            | 14 229 (2022)                     | 1 090              |
| Seilh                    | 31541      | Seilhois          | 6,16             | 3 311 (2022)                      | 538                |
| Tournefeuille            | 31557      | Tournefeuillais   | 18,17            | 29 724 (2022)                     | 1 636              |
| L'Union                  | 31561      | Unionais          | 6,77             | 12 410 (2022)                     | 1 833              |
| Villeneuve-Tolosane      | 31588      | Villeneuvois      | 5,08             | 10 704 (2022)                     | 2 107              |

### Subdivisions

Les pôles territoriaux depuis 2015.
Toulouse Centre
Nord
Est
Sud
Ouest

En 2015, le nombre de pôles métropolitains est réduit de 8 à 5.
Ces 5 pôles sont :
- Pôle territorial Toulouse Centre : Toulouse (quartiers 1-1 ; 1-2 ; 1-3 ; 2-1 ; 2-2 ; 2-3 ; 2-4 ; 5-3) ;
- Pôle territorial Nord : Aucamville, Bruguières, Castelginest, Fenouillet, Fonbeauzard, Gagnac-sur-Garonne, Gratentour, Launaguet, Lespinasse, L'Union, Saint-Alban, Saint-Jean, Saint-Jory et Toulouse (quartiers 3-1 ; 3-2 ; 3-3) ;
- Pôle territorial Est : Aigrefeuille, Balma, Beaupuy, Drémil-Lafage, Flourens, Mondouzil, Mons, Montrabé, Pin-Balma, Quint-Fonsegrives, Saint-Orens-de-Gameville et Toulouse (quartiers 4-1 ; 4-2 ; 4-3 ; 5-1 ; 5-2) ;
- Pôle territorial Ouest : Aussonne, Beauzelle, Blagnac, Brax, Colomiers, Cornebarrieu, Mondonville, Pibrac, Seilh et Toulouse (quartier 6-1) ;
- Pôle territorial Sud : Cugnaux, Toulouse (quartiers 6-2 ; 6-3 ; 6-4), Tournefeuille, Villeneuve-Tolosane.

### Démographie
| 1968    | 1975    | 1982    | 1990    | 1999    | 2006    | 2011    | 2016    | 2022    |
| ------- | ------- | ------- | ------- | ------- | ------- | ------- | ------- | ------- |
| 436 821 | 489 266 | 496 256 | 547 254 | 614 970 | 687 535 | 714 332 | 762 956 | 832 348 |

La population métropolitaine ne cesse de croître depuis les années 1970 : elle est passée de plus de 430 000 habitants à plus de 800 000 habitants en 2020, soit presque le double. Cette dynamique se retrouve d'ailleurs sur l'ensemble de l'aire d'attraction de Toulouse, même si elle est plus importante dans les communes de la couronne périurbaine. Cependant, ces chiffres pourraient être plus importants si le territoire de la métropole englobait l'ensemble de l'agglomération, celle-ci comptant plus d'1 million d'habitants.
La croissance démographique sur la métropole est principalement due à un fort taux de natalité, ainsi qu'à l'arrivée de nouveaux habitants sur le territoire de Toulouse et des communes de banlieue. Cependant, de plus en plus d'habitants de la métropole vont vivre en couronne périurbaine, dans des villes situées dans le Frontonnais ou le Lauragais par exemple.

## Économie et infrastructure

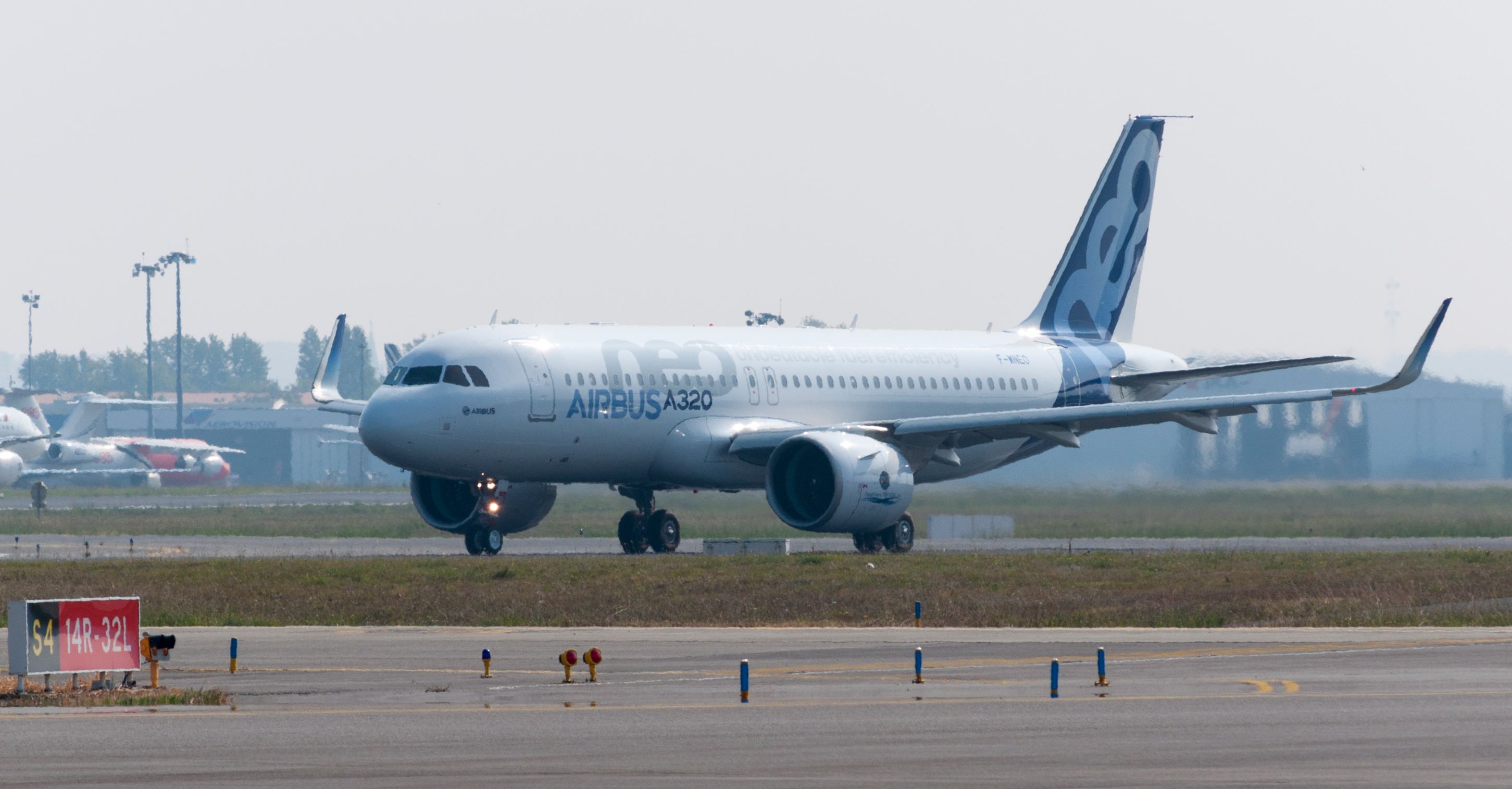
L'A320neo, assemblé au sein de Toulouse Métropole, ici à son premier vol à Blagnac.

### Tissu économique
La métropole est célèbre et très attractive dans le secteur de l'aéronautique, avec les nombreux sites d'Airbus. L'aéronautique dans la métropole emploie à lui seul 71 000 personnes.
Mais on compte également de nombreux autres pôles d'activités très attractifs, comme le centre-ville de Toulouse (82 500 emplois), Montaudran (63 000 emplois), Basso-Cambo (57 000 emplois), Purpan (34 000 emplois), ou encore le nord toulousain (autour de Fenouillet et Saint-Jory, 25 000 emplois). Au total, ce sont quelque 370 750 emplois qui se trouvent sur le territoire de la métropole, soit une très grande partie des emplois en Haute-Garonne.

### Transports
La métropole n'a en charge aucun réseau de transports, mais participe au financement des routes et au financement de Tisséo.
Pour les transports en commun, le principal réseau  qui dessert la métropole est le réseau Tisséo, qui dessert l'ensemble de l'agglomération toulousaine, et qui gère les transports en commun en métro, tramway, bus Linéo et autres bus de Toulouse. On peut aussi citer le réseau interurbain liO Arc-en-Ciel, qui dessert l'ensemble de la Haute-Garonne, en passant par la métropole, ainsi que le réseau TER Occitanie.
Les routes incluant le M des routes métropolitaines incluent des routes comme la route M1 de Toulouse à Modonville, la route M2 de Toulouse à Saint-Orens-de-Gameville, le Fil d'Ariane, la Voie lactée, ou la rocade Arc-en-Ciel ou la route métropolitaine 632 ou la M924 (Aussonne).
Une route est en projet: la M963.
En 2020, le coût des routes s'élève à environ 44 millions d'euros (voirie) et 15 millions d'euros (entretien des routes et des pistes cyclables).
Deux projets de métros pour 2028 sont en cours de financement pour un montant de 3 400 millions d'euros au lieu de 2 857 millions d'euros (augmentation de 543 millions d'euros).:
- Le coût de la ligne troisième ligne (dite ligne C) est chiffré à 2,63 milliards d'euros en 2021, puis 3,15 milliards (en euros constants de 2017) en février 2023, augmentation attribuée aux crises sanitaire et géopolitique[11].
- Le prolongement de la ligne B vers Labège (CLB) initialement chiffré à 227 millions augmente à 249,3 millions d'euros[11].

### Culture
Le champ culturel s'étend sur toute la métropole. Certains établissements sont de renommée nationale, comme le Muséum d'Histoire Naturelle, la Cité de l'espace, le Théâtre du Capitole, etc.

## Administration

### Siège
Le siège de la métropole est situé à Toulouse, 6, rue René-Leduc, au cœur du quartier Marengo, près de la gare Matabiau.
La métropole dispose également d'un autre immeuble de bureaux, à proximité immédiate du siège, au 1, place de la Légion-d'Honneur. Cet immeuble était par ailleurs le siège de la métropole, avant la construction de l'actuel, rue René-Leduc.

### Les assemblées délibérantes

#### Le conseil de la Métropole
Toulouse Métropole est administrée par un conseil métropolitain, composé, en 2020, de 133 élus métropolitains,, représentant chacune des communes membres.
Le nombre des conseillers pour chacune des communes est le suivant :
| Nombre de conseillers | Communes |
| --------------------- | --- |
| 67                    | Toulouse |
| 8                     | Colomiers |
| 5                     | Blagnac, Tournefeuille |
| 4                     | Cugnaux |
| 3                     | Balma |
| 2                     | Aucamville, Aussonne, Castelginest, Cornebarrieu, Launaguet, Pibrac, Saint-Jean, Saint-Orens-de-Gameville, L'Union, Villeneuve-Tolosane |
| 1 (+1 suppléant)      | Aigrefeuille, Beaupuy, Beauzelle, Brax, Bruguières, Drémil-Lafage, Fenouillet, Flourens, Fonbeauzard, Gagnac-sur-Garonne, Gratentour, Lespinasse, Mondonville, Mondouzil, Mons, Montrabé, Pin-Balma, Quint-Fonsegrives, Saint-Alban, Saint-Jory, Seilh |

#### Le bureau
Le bureau est composé du président, des 20 vice-présidents et d'autres membres, comme les maires des 37 communes de la Métropole. Le bureau est désigné par le conseil. Cette assemblée examine les délibérations.

### Les différentes instances
Outre le conseil de la métropole, il y a trois autres instances au sein de la métropole de Toulouse :
- l'ensemble des 15 commissions thématiques, qui correspondent toutes aux compétences de la métropole. Elles sont consultatives et ont vocation à débattre de grandes thématiques et elles examinent les projets les projets de délibération qui seront soumis au vote du Conseil ;
- la conférence métropolitaine, qui regroupe les maires des 37 communes de la métropole, ainsi qu'aux vice-présidents et présidents de commission. Elle valide l'ordre du jour et examine les thématiques et projets métropolitains ;
- la conférence des présidents de groupes est composée, comme son nom l'indique, des présidents des 7 groupes politiques différents qui siègent à Toulouse Métropole. Elle se réunit avant chaque conseil pour organiser et préparer les séances et les débats.

### Exécutif

#### Liste des présidents

##### Communauté d'agglomération (avant 2008)
| Période                                  | Période | Identité              | Étiquette | Qualité                         |
| ---------------------------------------- | ------- | --------------------- | --------- | ------------------------------- |
| Les données manquantes sont à compléter. |         |                       |           |                                 |
| 2000                                     | 2008    | Philippe Douste-Blazy | UDF       | Maire de Toulouse (2001 → 2004) |

##### Communauté urbaine (2008 - 2014)
| Période    | Période          | Identité         | Étiquette | Qualité                         |
| ---------- | ---------------- | ---------------- | --------- | ------------------------------- |
| avril 2008 | 2014             | Pierre Cohen     | PS        | Maire de Toulouse (2008 → 2014) |
| 2014       | 1er janvier 2015 | Jean-Luc Moudenc | UMP-LR    | Maire de Toulouse               |

##### Métropole (depuis le1erjanvier 2015)
| Période          | Période                       | Identité         | Étiquette | Qualité                                      |
| ---------------- | ----------------------------- | ---------------- | --------- | -------------------------------------------- |
| 1er janvier 2015 | En cours (au 7 novembre 2022) | Jean-Luc Moudenc | LR → LFA  | Maire de Toulouse (2004 → 2008) et (2014 → ) |

Jean-Luc Moudenc, dernier président de la communauté urbaine de Toulouse Métropole, a assuré l'intérim jusqu'à ce qu'il soit élu président de la métropole par le conseil métropolitain.

#### Vice-présidents

##### 2015-2020
|                     | Nom | Nom                       | Parti | Commune                           | Délégation                                                                |
| ------------------- | --- | ------------------------- | ----- | --------------------------------- | ------------------------------------------------------------------------- |
| Président           |     | Jean-Luc Moudenc          | LR    | Toulouse (maire)                  |                                                                           |
| 1er vice-président  |     | Michel Aujoulat           | LR    | Cugnaux (adjoint)                 | Environnement et développement durable                                    |
| 2e vice-présidente  |     | Karine Traval-Michelet    | PS    | Colomiers (maire)                 | Habitat                                                                   |
| 3e vice-président   |     | Vincent Terrail-Novès     | DVC   | Balma (maire)                     | Sports et bases de loisirs                                                |
| 4e vice-président   |     | Bernard Keller            | PRG   | Blagnac (conseiller municipal)    | Aéronautique, espace et plateformes aéroportuaires                        |
| 5e vice-président   |     | François Chollet          | Agir  | Toulouse (adjoint)                | Prospective, contractualisation et perspectives métropolitaines           |
| 6e vice-présidente  |     | Patrice Rodrigues         | PS    | Beauzelle (maire)                 | Coopération décentralisée                                                 |
| 7e vice-présidente  |     | Dominique Faure           | LaREM | Saint-Orens-de-Gameville (maire)  | Développement économique et aménagement des zones d'activités économiques |
| 8e vice-président   |     | Marc Péré                 | DVG   | L'Union (maire)                   | Déchets urbains                                                           |
| 9e vice-présidente  |     | Annette Laigneau          | LR    | Toulouse (adjointe)               | Urbanisme et projets urbains                                              |
| 10e vice-président  |     | Dominique Coquart         | PS    | Villeneuve-Tolosane (maire)       | Aménagement et politique foncière                                         |
| 11e vice-président  |     | Grégoire Carneiro         | LR    | Castelginest (maire)              | Voirie                                                                    |
| 12e vice-président  |     | Gérard André              | PS    | Aucamville (maire)                | Coordination de la politique culturelle                                   |
| 13e vice-président  |     | Sacha Briand              | LR    | Toulouse (adjoint)                | Finances                                                                  |
| 14e vice-président  |     | Bernard Solera            | DVD   | Quint-Fonsegrives (maire)         | Eau et assainissement                                                     |
| 15e vice-présidente |     | Sylvie Rouillon-Valdiguié | LaREM | Toulouse (adjointe)               | Promotion du tourisme                                                     |
| 16e vice-président  |     | Jean-Michel Lattes        | MRSL  | Toulouse (adjoint)                | Transports et déplacements                                                |
| 17e vice-présidente |     | Julie Escudier            | LR    | Toulouse (conseillère municipale) | Cohésion sociale                                                          |
| 18e vice-président  |     | Jean-Claude Dardelet      | LaREM | Toulouse (conseiller municipal)   | Affaires européennes et développement international                       |
| 19e vice-président  |     | Bertrand Serp             | LR    | Toulouse (adjoint)                | Économie numérique et robotique                                           |
| 20e vice-président  |     | Emilion Esnault           | SE    | Toulouse (conseiller municipal)   | Coordination de la propreté                                               |

##### 2020-2026
|                     | Nom | Nom                     | Parti | Commune                          | Délégation                                      |
| ------------------- | --- | ----------------------- | ----- | -------------------------------- | ----------------------------------------------- |
| Président           |     | Jean-Luc Moudenc        | LR    | Toulouse (maire)                 |                                                 |
| 1er vice-président  |     | Vincent Terrail-Novès   | DVC   | Balma (maire)                    | Économie circulaire, déchets et propreté        |
| 2e vice-président   |     | Karine Traval-Michelet  | PS    | Colomiers (maire)                | Habitat et logement                             |
| 3e vice-président   |     | Serge Jop               | DVC   | Saint-Orens de Gameville (maire) | Dialogue intercommunal                          |
| 4e vice-président   |     | Joseph Carles           | PRG   | Blagnac (maire)                  | Prospective et contractualisation               |
| 5e vice-président   |     | François Chollet        | Agir  | Toulouse (adjoint)               | Écologie et transition énergétique              |
| 6e vice-président   |     | Dominique Fouchier      | PS    | Tournefeuille (maire)            | Aménagement et politique foncière               |
| 7e vice-président   |     | Grégoire Carneiro       | LR    | Castelginest (maire)             | Voirie                                          |
| 8e vice-président   |     | Maroua Bouzaida         | DVD   | Toulouse (conseiller municipal)  | Participation citoyenne métropolitaine          |
| 9e vice-président   |     | Annette Laigneau        | LR    | Toulouse (adjointe)              | Urbanisme et projets urbains                    |
| 10e vice-président  |     | Gérard André            | PS    | Aucamville (maire)               | Culture                                         |
| 11e vice-président  |     | Agnès Plagneux-Bertrand | LR    | Toulouse (conseiller municipal)  | Aéronautique et spatial                         |
| 12e vice-président  |     | Romain Vaillant         | PS    | Villeneuve-Tolosane (maire)      | Coopération décentralisée                       |
| 13e vice-président  |     | Julie Escudier          | LR    | Toulouse (adjoint)               | Cohésion sociale et inclusion                   |
| 14e vice-président  |     | Robert Medina           | DVD   | Mondouzil (maire)                | Eau et assainissement                           |
| 15e vice-président  |     | Jean-Michel Lattes      | UDI   | Toulouse (adjoint)               | Transports                                      |
| 16e vice-président  |     | Philippe Plantade       | MRSL  | Bruguières (maire)               | Sports et bases de loisirs                      |
| 17e vice-présidente |     | Sacha Briand            | LR    | Toulouse (conseiller municipal)  | Finances                                        |
| 18e vice-président  |     | Jean-Claude Dardelet    | LaREM | Toulouse (conseiller municipal)  | Attractivité, tourisme, Europe et international |
| 19e vice-président  |     | Bertrand Serp           | LR    | Toulouse (adjoint)               | Transition digitale                             |
| 20e vice-président  |     | Maxime Boyer            | LR    | Toulouse (adjoint)               | Vélo et nouvelles mobilités                     |

### Composition
Les 133 élus du conseil métropolitain ont la possibilité de siéger au sein de groupes politiques. Voici la composition du conseil actuel :

Toulouse Métropole Solidaire de la Gauche Démocrate et Républicaine: 4 sièges
Alternative pour une Métropole Citoyenne: 9 sièges
Toulouse Écologiste, Solidaire et Citoyenne: 8 sièges
Métropole Solidaire, Écologique & Démocratique : 28 sièges
Groupe des Indépendants: 16 sièges
Métropole d'Avenir: 66 sièges
Non-inscrits: 2 sièges

### Compétences
Issues de la communauté urbaine
- Déchets / Propreté[22]
- Eau / Assainissement[23]
- Développement Durable[24]
- Développement économique[25]
- Habitat
- Déplacements (au travers de Tisséo-Collectivités)
- Solidarité
- Urbanisme
- Voirie

Nouvelles compétences (statut de Métropole)
Outre les compétences rendues obligatoires par l'article L. 5217-2 du code général des collectivités territoriales, la métropole a reçu des communes les compétences suivantes :
- réseaux verts et réseaux cyclables, en complément de ceux inclus dans la voirie communautaire et hors cheminements dans les parcs, jardins et espaces verts communaux ;
- harmonisation des règlements de publicité ;
- en matière culturelle : création, coordination, participation à des manifestations ou événements culturels à rayonnement régional ou national ;
- création, aménagement et gestion des espaces naturels de loisirs suivants : parc urbain de Pin Balma et projet axe Garonne ; schémas directeurs air et eau ;
- en matière archéologique : réalisation des opérations de diagnostic et de fouilles d'archéologie préventive selon les modalités prévues par le code du patrimoine[26].
- électromobilité: la métropole compte fin 2015, 7 bornes de recharge de véhicules électrique, soit une borne pour plus de 100 000 habitants alors que plus d'un véhicule sur 1000 est électrique.

### Régime fiscal et budget
Le régime fiscal de la communauté de communes est la fiscalité professionnelle unique (FPU).